# 崔鉉
崔鉉（？—？），字台碩，博陵（今河北省安平縣）人，唐朝宰相。其子崔沆，乾符元年（874年）亦以同中書門下平章事入相。

## 生平
崔元略之子。進士及第，荊南節度使李石鎮守江陵時，召募崔鉉為賓佐。
後入拜司勳員外郎，累遷翰林學士、中書舍人。
唐武宗會昌二年（843年），拜中書侍郎同中書門下平章事（宰相）。崔铉同郑鲁、杨绍复、段瓌、薛蒙关系很好，共同参与时政。京兆府參軍盧甚與諫官崔瑄有舊怨，由於崔铉是崔瑄的门生，便上奏诬陷盧甚。最後盧甚被赐死，自尽。
後崔鉉與李德裕不合，罷為陝虢觀察使。宣宗初年，召以御史大夫。咸通初年，徙山南东道節度使、荆南節度使二镇，封魏国公。
五子：崔沆，娶京兆府法曹参军陇西李友仲女、崔汀、崔潭（字德鑒）、崔沂（字德潤）、崔濟（字德澤）。女婿李谱、周宝。
一些史料将崔铉误写为“任铭”“在铭”“崔铭”“任敏”。